# Operation Banner

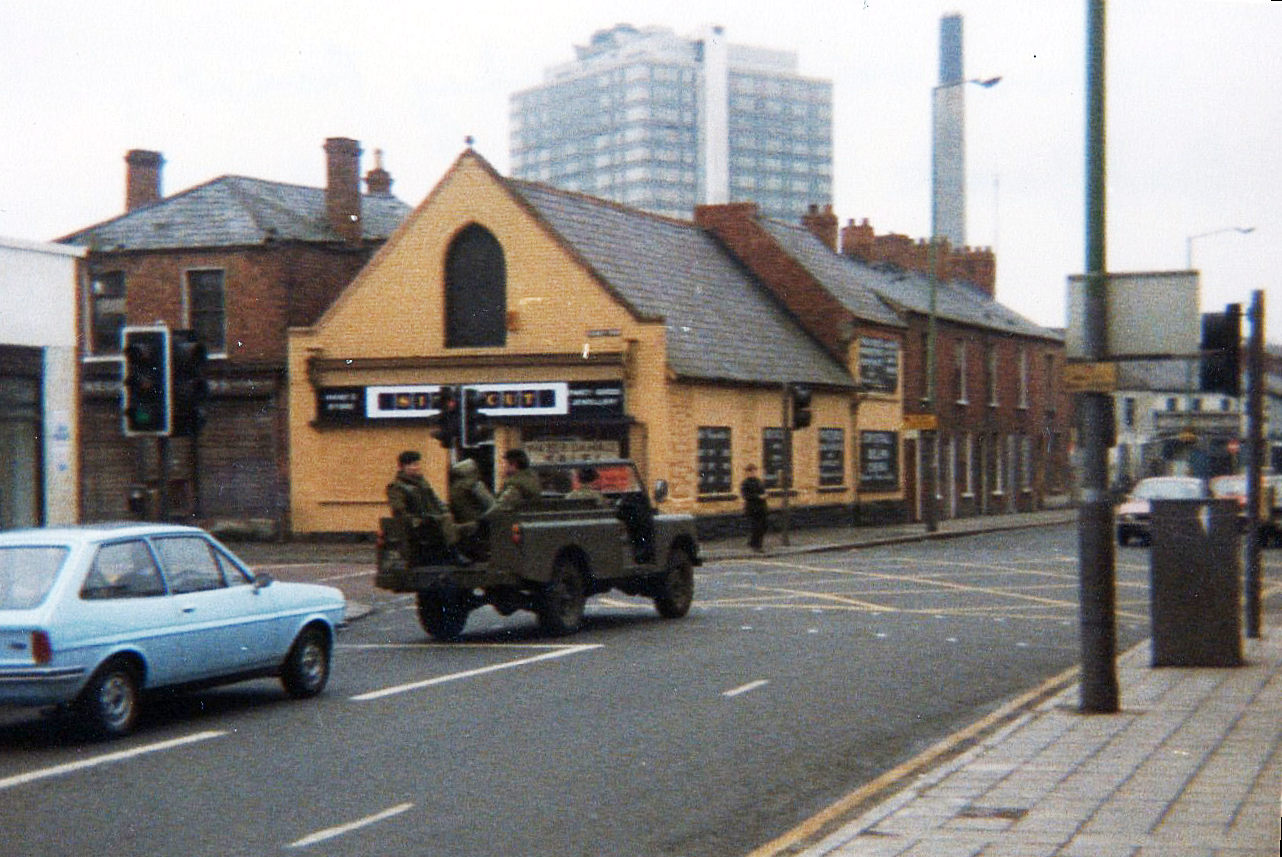
En av brittiska armens Land Rover patrullerar Södra Belfast (1981)

Operation Banner var det uppdrag brittisk militär hade under Konflikten i Nordirland mellan 1969 och 2007. Det börjar efter Kravallerna i Nordirland 1969 då regeringen i London ansåg att polisen inte hade kontroll på gatorna. Då trodde man inte att det skulle ta över 30 år innan läget var så stabilt att trupperna kunde tas hem. Antalet soldater varierade mellan 5 000 och 21 000 beroende på hur våldsam konflikten var olika år. Det beräknas att 763 brittiska militärer dödades och 6 100 skadades under kampen mot paramilitära grupper i Nordirland.
Exempel på operationer:
- Operation Flavius
- Operation Motorman
- Operation Demetrius

Den katolska befolkningen i Nordirland kritiserade den brittiska militären närvaro eftersom de ibland av misstag dödade civila. Det största misstaget man gjorde var Den blodiga söndagen, den 30 januari 1972, då militären av misstag dödade 14 demonstranter då de trodde de var i eldstrid med Provisoriska IRA, när det egentligen var stenkastande ungdomar. Under de 38 åren dödades 156 civila av militären.